# Смертная казнь в Великобритании

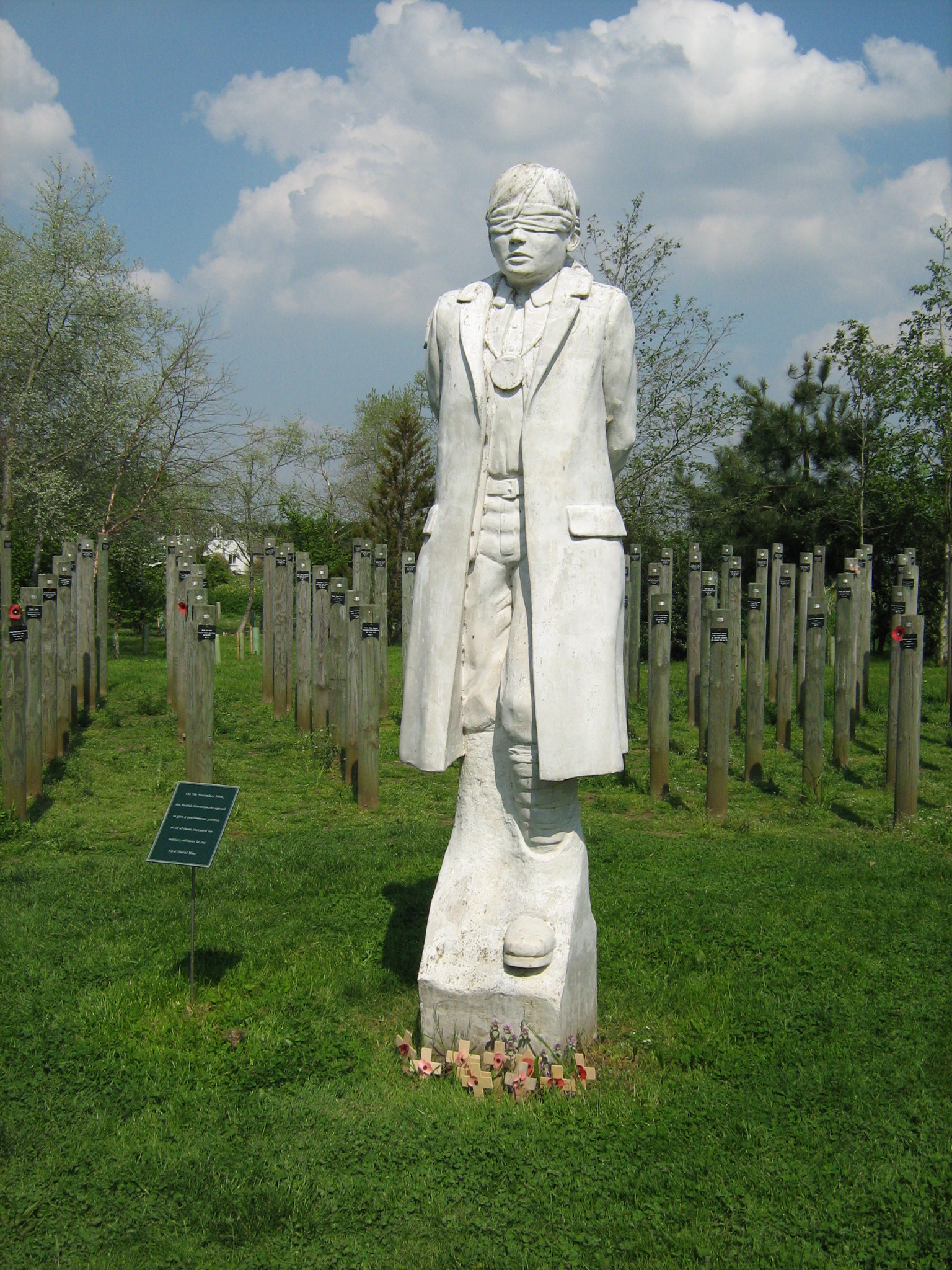
Мемориал «Выстрел на рассвете» в память о британских солдатах, казнённых по решению военно-полевых судов во время Первой мировой войны

Смертная казнь в Великобритании применялась с момента образования государства до середины XX века — последняя казнь состоялась в Соединённом Королевстве в 1964 году. В 2003 году Великобритания ратифицировала 13-й протокол Европейской конвенции по правам человека, который полностью запрещает смертную казнь.

## История
В 1688 году в Англии насчитывалось менее 50 преступлений, за совершение которых наказывали смертной казнью, а к 1776 году их количество выросло уже почти до 200. «Кровавый кодекс», как называют уголовное законодательство Великобритании начала XIX века, был чрезвычайно жестоким и предусматривал смертную казнь за примерно 220—230 различных преступлений, среди которых, например, были кража репы, нанесение вреда рыбе в прудах, пребывание в лесу переодетым или с оружием. Известны случаи, когда к смертной казни за кражу осуждали семилетних детей. Исследователи считают, что такая невероятная жестокость британских законов того времени была обусловлена промышленной революцией и урбанизацией, которые привели к обогащению одной части населения и одновременному обнищанию другой. С бурным развитием городов распространялись нищета и преступность, единственным действенным средством борьбы с которой, к созданию в 1829 году первых подразделений полиции, считалась смертная казнь. Публичные казни считались интересным зрелищем и привлекали большое количество зрителей.
С 1808 года начался длительный процесс реформирования «Кровавого кодекса», инициатором которого выступил генеральный стряпчий «правительства всех талантов» Сэмюэль Ромилли. Постепенно количество преступлений, за которые казнили, уменьшалось, и в 1861 году казнили только за убийство, государственную измену, преднамеренный поджог доков и пиратство. В 1868 году были отменены публичные казни, а в 1908 году установлен минимальный возраст, в котором могли осудить на смерть, — 16 лет.

## Отмена смертной казни
Если сам факт лишения жизни одного человека другим считать серьёзным преступлением, то идея того, чтобы казнить кого-то — просто несовместима с первым. Но, кроме того, хотя мы все хотим, чтобы система судопроизводства никогда не ошибалась, чтобы человек, которого осудили, действительно был тем виновным лицом, порой система судопроизводства всё же ошибается, а когда человеку присуждают смертную казнь, то исправить наказание невозможно.
Другим отношение к смертной казни в Великобритании стало после Холокоста во время Второй мировой войны. В 1948 году была создана специальная Королевская комиссия по изучению вопроса смертной казни, и постепенно система уголовного законодательства государства начала претерпевать изменения.
В 1965 году был принят закон, согласно которому на всей территории Соединённого Королевства, кроме Северной Ирландии, временно, на пять лет, приостанавливалось применение смертной казни за убийство. В 1969 году эта норма была утверждена как постоянная. В Северной Ирландии смертную казнь за убийство отменили только в 1973 году, но фактически с 1961 года там не казнили ни одного человека.
Высшая мера наказания постепенно была отменена и за совершение других преступлений: за поджог в королевской верфи в 1971 году, за шпионаж в 1981 году, за пиратство, измену и мятеж в 1998 году. По подсчётам, с 1735 по 1964 год в Великобритании было казнено около 12 тысяч человек.
Последние казни:
- Англия — 13 августа 1964 года
- Шотландия — 15 августа 1963 года
- Северная Ирландия — 20 декабря 1961 года
- Уэльс — 6 мая 1958 года.

27 января 1999 года Великобритания подписала 6-й протокол Европейской конвенции о защите прав человека и основных свобод, который требует отмены смертной казни, за исключением наличия у государства возможности предусмотреть в своём законодательстве высшую меру наказания «за действия, совершённые во время войны или при неизбежной угрозе войны». 1 февраля 2004 года, согласно ратифицированному 10 октября 2003 года 13-му протоколу Европейской конвенции по правам человека, в Соединённом Королевстве была отменена «смертная казнь при любых обстоятельствах».

## Дискуссии о восстановлении смертной казни
Если мы хотим достичь любого прогресса в цивилизации нашего мира, нам нужно принимать решения не на основании опросов общественного мнения, а на основании того, что срабатывает. А смертная казнь не срабатывает.
Обусловленные громкими убийствами и судебными ошибками, дискуссии по восстановлению смертной казни в британском обществе не прекращаются со дня её отмены. По данным опроса, проведенного в 2011 году, 65 % британцев поддерживают возобновление смертной казни за убийство. Вместе с тем, все ведущие политические силы государства выступают против казней, аргументируя свою позицию, в частности, тем, что это далеко не самый действенный способ борьбы с тяжкими преступлениями.
По статистике ООН в Европе, большинство стран которой отменило смертную казнь, количество убийств - значительно меньше, чем в Африке и Америке, где казни осуществляются. В свою очередь, Великобритания имеет один из самых низких показателей уровня умышленных убийств в Европе — 1,2 на 100 тыс. населения в 2011 году.
| Часть света | % от общей численности количества казней в мире (2010) | количество казней на 100 тыс. населения (2010) |
| ----------- | ------------------------------------------------------ | ---------------------------------------------- |
| Африка      | 36 %                                                   | 17,4                                           |
| Америка     | 31 %                                                   | 15,5                                           |
| Азия        | 27 %                                                   | 3,1                                            |
| Европа      | 5 %                                                    | 3,5                                            |
| Океания     | 0,3 %                                                  | 3,5                                            |

## Методы казни
Традиционной формой исполнения смертного приговора в Великобритании было повешение. В XVI—XVIII веках для знати применялось обезглавливание, еретиков и женщин, виновных в убийстве своих мужей, сжигали, за измену было предусмотрено повешение, потрошение и четвертование.

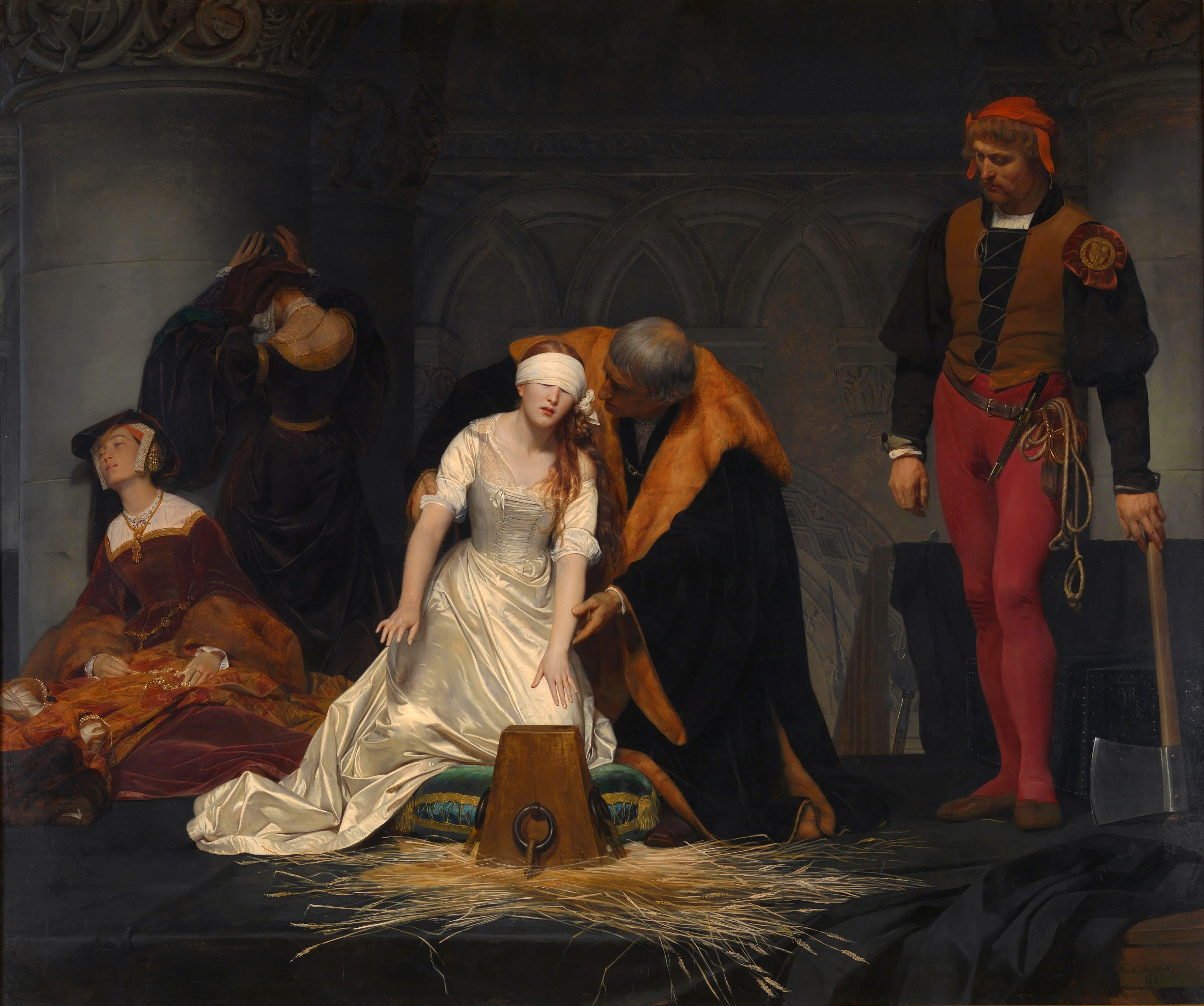
Казнь Джейн Грей
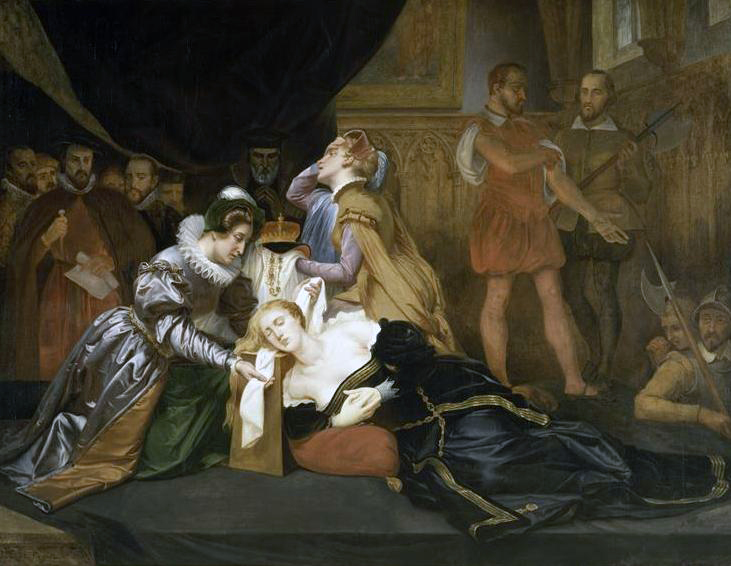
Казнь Марии Стюарт